# Демократическая партия Дружественных островов
Демократическая партия Дружественных островов (тонг. Paati Temokalati 'e e Otu Motu Angaʻa) — политическая партия в Тонге. Основателем партии был экс-премьер-министр Акилиси Похива.

## Основание партии
Партия была основана в сентябре 2010 года, многие из членов организации ранее входили в Движение за права человека и демократию.

## Программа
Программа партии включает в себя прозрачность правительства и экономические реформы в стране. В преддверии выборов 2010 года Похива говорил, что самая большая проблема Тонги — экономическое развитие.

## Участие в выборах
На выборах в Законодательное собрание Тонга 2010 года Демократическая партия Дружественных островов выдвинула своих кандидатов во всех 17 округах и набрала 28,49 % голосов избирателей и получила 12 мест (позже Ниуа Сосефо Ваката покинул партию и осталось 11 депутатов). Для получения большинства требовалось 14, поэтому партия собиралась заручиться поддержкой двух независимых депутатов: Айсаке Эке и Суние Фили. Также один из депутатов ДПДО покинул партию и поддержал кандидата от представителей короля в парламенте. В итоге премьер-министром стал беспартийный Сиале ʻАтаонго Кахо.
На следующих выборах 2014 года партия получила 9 мест из 26, несмотря на это премьер-министром был избран представитель этой партии Акилиси Похива.
В 2017 году партия победила, получив 14 мест в Законодательном собрании, 83 % депутатов, (избираемых народом) и 53 % от общего числа парламентариев представляли именно ДПДО, главой правительства оставался Акилиси Похива до его смерти в 2019 году.

## Динамика изменения количества мест в парламенте
| Дата выборов | Места | Изменение |
| ------------ | ----- | --------- |
| 2010         | 12    |           |
| 2010         | 11    | ▼ 1       |
| 2014         | 9     | ▼2        |
| 2017         | 14    | ▲5        |
| 2019         | 8     | ▼6        |
| Источник:    |       |           |

## Критика
В ходе предвыборной кампании 2010 года глава партии устойчивого развития нации Сионе Фонуа заявил, что ДПДО не имеет программы по вопросам экономического развития, местного самоуправления и образования.